# 成汶線
成汶線（せいぶんせん、中文表記: 成汶铁路）、別名青灌線（せいかんせん）は、中国国鉄の全長59.51kmの宝成線支線の鉄道路線である。

## 概要
成汶線は1959年に青白江駅を起点に建設が開始された。当初は汶川まで建設される予定であったが、都江堰・汶川間は地形が複雑だったため、この区間の建設は中止され、1960年に蒲陽駅（旧都江堰駅）まで建設され、成汶線の名称のまま運営された。
かつて、彭州から白水河までは、狭軌（軌間762mm）の支線（彭白線）があり、主に石炭を輸送していたが、現在は廃止されている。
現在、成汶線は主に貨物線として利用され、全線で最高速度は60km/hに制限されている。2008年5月12日の汶川大地震では設備に大きなダメージを受けたが、5月14日に復旧した。

## 参考资料
- 成灌線

1. ↑  齐中熙：《成汶线14日上午恢复通车》。新华网报道，2008年5月14日，新华时政。http://news.xinhuanet.com/newscenter/2008-05/14/content_8167810.htm, （簡体字中国語）